# Leptobrachium hainanense
Espèce
Statut de conservation UICN

 VU B1ab(iii)+2ab(iii) : Vulnérable
Leptobrachium hainanense est une espèce d'amphibiens de la famille des Megophryidae.

## Répartition
Cette espèce est endémique du Sud de la province du Hainan en République populaire de Chine. Elle se rencontre entre 270 et plus de 1 000 m d'altitude,.

## Étymologie
Son nom d'espèce, composé de hainan et du suffixe latin -ense, « qui vit dans, qui habite », lui a été donné en référence au lieu de sa découverte, la province du Hainan.

## Publication originale
- Ye, Fei & Hu, 1993 : Rare and Economic Amphibians of China. Chengdu, China: Sichuan Publishing House of Science and Technology.